# Daniel González Dueñas
Daniel González Dueñas (n. Ciudad de México, 16 de enero de 1958) es un escritor, dramaturgo, poeta, periodista cultural y cineasta mexicano cuya obra literaria ha sido reconocida con varios premios nacionales e internacionales, entre ellos el Premio Nacional de Novela José Rubén Romero en 1987 y el Premio Iberoamericano de Ensayo Casa de América-Fondo de Cultura Económica de España en 2003.

## Biografía
González Dueñas nació el 16 de enero de 1958 en la Ciudad de México. Realizó sus estudios universitarios de filosofía y literatura dramática en la Facultad de Filosofía y Letras de la Universidad Nacional Autónoma de México y de dirección de cine en el Centro de Capacitación Cinematográfica. La película que presentó como tesis, La selva furtiva (1980), fue nominada al premio Ariel, máximo galardón de la industria del cine mexicano, otorgado por la Academia Mexicana de Artes y Ciencias Cinematográficas.
Ha colaborado con artículos, críticas y textos en diferentes medios impresos nacionales e internacionales, tales como: Alforja, El Ángel, El Búho, Cambio, Casa del Tiempo, Casa de las Américas, Ciencia y Desarrollo, Crónica, El Cuento, «La Cultura en México» —suplemento cultural de la revista Siempre!—, La Gaceta del Fondo de Cultura Económica, La Orquesta, La Palabra y El Hombre, Intermedios, «México en la Cultura» —suplemento cultural de Novedades—, Milenio, Nitrato de Plata, Omnia, Periódico de Poesía, Posdata, Revista de la Universidad de México, Revista Mexicana de Cultura, «Sábado» —suplemento de Unomásuno—, Textual, Tierra Adentro, Tribu y Vuelta. Además diseñó la colección «Punto de Partida» de la editorial de la Universidad Nacional Autónoma de México. Sus obras lo han convertido en ganador de varios premios literarios y algunas de ellas han sido traducidas a diferentes idiomas.

## Premios y reconocimientos
González Dueñas ha recibido varios reconocimientos por su obra. A nivel nacional recibió el Premio Punto de Partida en 1982 y 1983 por sus obras teatrales A lo mejor todavía y El espacio discreto; el Premio Nacional de Poesía Joven Elías Nandino en 1982 por Apuntes para un retrato de Alejandra; el Premio Nacional de Novela José Rubén Romero 1987 por Semejanza del juego; el Premio Nacional de Poesía Ciudad de La Paz en 1988 por La raíz eléctrica; el Premio Nacional de Cuento San Luis Potosí en 1995 por La llama de aceite del dragón de papel, el Premio Nacional de Poesía Sonora Bartolomé Delgado de León en 1997 por Descaro de la máscara, otorgado durante los Juegos Trigales del Valle del Yaqui; y el Premio Nacional de Ensayo Literario José Revueltas en 1998 por Las figuras de Julio Cortázar. También ganó el Premio Iberoamericano de Ensayo Casa de América-Fondo de Cultura Económica de España por Libro de nadie en 2003.

## Obra
Entre sus obras se encuentran:

### Antología
- Memorias. Tercer encuentro nacional de jóvenes escritores (1984)
- Aperturas sobre el extrañamiento : entrevistas alrededor de la obras de Felisberto Hernández, Efrén Hernández, Francisco Tario y Antonio Porchia (1993)
- El hilo del minotauro: cuentistas mexicanos inclasificables (1999)
- Homenaje a Tomás Segovia : maestro, ensayista, traductor y sobre todo poeta (2014)

### Crónica
- Atanor (1985) —coautor—

### Cuento
- La llama de aceite del dragón de papel (1996)

### Ensayo
- Luis Buñuel: la trama soñada (1986)
- Las visiones del hombre invisible (1988)
- El cine imaginario: Hollywood y su genealogía secreta (1988)
- La fidelidad al relámpago (1990)
- La fiesta de las nominaciones (1994)
- Méliès: el alquimista de la luz: notas para una historia no evolucionista del cine (2001)
- Las figuras de Julio Cortázar (2002)
- Libro de Nadie (2003)
- Otras visiones del hombre invisible (2007)
- Hollywood: la genealogía secreta (2008)
- Josefina Vicens: la inminencia de la primera palabra (2009)
- Contra el amor (Notas para desarmar el modelo erótico de Occidente) (2010)
- La mirada infinita, 7 cineastas, 7 películas (2011)
- Rayuela: Cuaderno de lectura. Un tránsito por la novela de Julio Cortázar (2014)
- Alteroscopio: cuaderno de lectura sobre metáfora y visión (2017)

### Novela
- Los cuerpos abandonados en el vacío (1974)
- Semejanza del juego (1989)
- Descaro de la máscara (1997)
- Rosa blanda (2009)

### Obra de teatro
- A lo mejor todavía: tránsito teatral en dos actos para nínfula, fáunulo y fantasma (1985)

### Poesía
- Apuntes para un retrato de Alejandra (1987)
- Para reconstruir a Galatea (1989)
- Ónfalo (2004)
- La raíz eléctrica (2006)